# Hildegard Pfister
Hildegard Pfister (geboren im 20. Jahrhundert) ist eine deutsche Staatsbürgerin. Sie war in den 1970er Jahren Richterin am Bundesarbeitsgericht und von 1979 bis 1987 Mitglied des Staatsgerichtshofs des Landes Hessen.

## Leben
Mindestens zwischen 1968 und 1982 war Pfister ehrenamtliche Richterin aus dem Kreise der Arbeitnehmer im 4. Senat für Tarifrecht des Bundesarbeitsgerichts, damals noch mit Sitz in Kassel.
Hildegard Pfister war neben Erhard Denninger, Dieter Hart und Wolfgang Hromadka Mitglied der Hessischen Reformkommission für die Einstufige Juristenausbildung.
Am 31. Januar 1979 wurde Pfister auf Vorschlag der SPD- und der FDP-Fraktion vom Hessischen Landtag zum stellvertretenden nicht richterlichen Mitglied des Hessischen Staatsgerichtshofs gewählt. 1983 und 1984 wurde sie wiedergewählt. Sie war bis 1987 in diesem Amt.